# El Valle del Espíritu Santo
El Valle del Espíritu Santo é uma cidade venezuelana, capital do município de García.